# 八田亞矢子
八田亞矢子（日语：／ Hatta Ayako */?，1984年10月4日—）是日本東京都八王子市出身的女性電視藝人。2004年度东京大学校园小姐。

## 经历
1984年10月4日出生于福冈县。3岁时与家人搬到東京都八王子市。1997年3月毕业于八王子市立長沼小学校。4月进入櫻蔭中学。初中三年级时因为于老师产生矛盾而中途退学，转入筑波大学附属中学。2003年毕业。又复读了一年，才考入东京大学理科二类。2004年4月入学。同年当选为年度东京大学校园小姐，同在日本全国大学校花大赛中获得亚军。此后频繁出演电视节目，也因此休学两年。
2009年秋季，在東京大学研究生院医学系研究科考试中成绩合格。2010年3月毕业于東京大学医学部健康科学与看护专业。同年4月开始在研究生院专业硕士課程进修。2013年毕业于東京大学研究生院医学系研究科。2014年“医疗事务管理人员技能认定考试”合格。

## 个人生活
祖父也毕业于東京大学。2013年12月24日与東大時代的同級医学生结婚。

## 出演

### 电视节目
- NHK高校講座 生物基礎（2014年4月15日 - 、NHK教育頻道）
- 鉄道紀行 日本电车之旅 (NHK BS Premium) - 旅人
  - 第36回 丸之內線 (2015年5月7日)
  - 第39回 江之島線 (2015年6月4日)
  - 第47回 東日本旅客鐵道外房線 (2015年9月3日)
  - 第58回 南海電氣鐵道南海本線 (2016年1月14日)
  - 第63回 土佐電交通・土佐黑潮鐵道 (2016年3月10日)
  - 第71回 JR瀨戶大橋線 (2016年6月16日)
  - 第80回 荒川線 (2016年10月13日)
  - 第82回 奈良線 (2016年11月3日）
  - 第94回 夷隅线 (2017年4月6日)
  - 第109回 南北線 (2017年10月5日)
  - 第114回 鞍马线 (2017年11月23日)
- 早安CALL ABC（日语：おはようコールABC）（朝日放送、2017年4月3日 - ） - 报道者[10]
- 新闻女子（DHC電視台）
- 熱血!平成教育学院（2008年 - 2009年、富士電視台）不定期作客
- 八田亜矢子的環境研讨会（2009年4月 - 2010年3月、日視G+（日语：日テレG+））- 主持人
- 东大王（TBS電視台，不定期出演）[11]

### 广告
- 天翼之鍊（Nexon）
- 東京燃氣
- 全日本空輸 国内線割引運賃「旅割」（2008年）与皆藤愛子、石原良純共演
- 東京金融交易所
- 花王（与其他明星竞演）
- greenon（高爾夫球用手机全球定位系统）广告[12]

### 游戏
- SEGA創造球會（饰演秘書）

## 著作
- . ワニブックス. 2010年. ISBN 9784847018985.